# Lliga zimbabuesa de futbol
La lliga zimbabuesa de futbol (oficialment Zimbabwe Premier Soccer League, també coneguda com a CBZ Premier Soccer League per patrocini) és la màxima competició futbolística de Zimbàbue. És organitzada per la Zimbabwe Football Association. Fou creada l'any 1980, tot i que existeix des de 1962, quan era coneguda com a Rhodesia National Football League.
L'any 2020 per raons de patrocini és coneguda com Castle Lager Premier Soccer League. Aquest patrocini començà el 2011 per un valor de $3.6 milions.
La lliga la formen 18 clubs, que disputen un total de 34 partits. La temporada es desenvolupa entre abril i novembre. La majoria de partits es juguen els caps de setmana, en dissabte o diumenge. El partits suspesos es recuperen entre setmana. Al final de la temporada quatre clubs baixen a la categoria inferior i el mateix número ascendeix a la màxima categoria.

## Principals estadis
| Ciutat     | Estadi                                | Capacitat |
| ---------- | ------------------------------------- | --------- |
| Harare     | Estadi Nacional d'Esports de Zimbàbue | 80.000    |
| Harare     | Estadi Rufaro                         | 60.000    |
| Bulawayo   | Estadi Barbourfields                  | 40.000    |
| Mutare     | Estadi Sakubva                        | 20.000    |
| Zvishavane | Estadi Mandava                        | 15.000    |

## Historial
Font:
Rhodesia (abans de la independència)
- 1962:  Bulawayo Rovers (1)
- 1963:  St Pauls (1)
- 1964:  Bulawayo Rovers (2)
- 1965:  St Pauls (2)
- 1966:  St Pauls (3)
- 1967:  State House Tornados (1)
- 1968:  Bulawayo Sables (1)
- 1969:  Bulawayo Sables (2)
- 1970:  Dynamos (4)
- 1971:  Arcadia United (1)
- 1972:  Salisbury Sables (1)
- 1973:  Metal Box (1)
- 1974:  Salisbury Sables (2)
- 1975:  Chibuku (1)
- 1976:  Dynamos (5)
- 1977:  Zimbabwe Saints (1)
- 1978:  Dynamos (6)
- 1979:  CAPS United (1)

Zimbàbue (des de la independència)
- 1980:  Dynamos (7)
- 1981:  Dynamos (8)
- 1982:  Dynamos (9)
- 1983:  Dynamos (10)
- 1984:  Black Rhinos (1)
- 1985:  Dynamos (11)
- 1986:  Dynamos (12)
- 1987:  Black Rhinos (2)
- 1988:  Zimbabwe Saints (2)
- 1989:  Dynamos (13)
- 1990:  Highlanders (1)
- 1991:  Dynamos (14)
- 1992:  Black Aces (1)
- 1993:  Highlanders (2)
- 1994:  Dynamos (15)
- 1995:  Dynamos (16)
- 1996:  CAPS United (2)
- 1997:  Dynamos (17)
- 1998: no es disputà
- 1999:  Highlanders (3)
- 2000:  Highlanders (4)
- 2001:  Highlanders (5)
- 2002:  Highlanders (6)
- 2003:  AmaZulu (1)
- 2004:  CAPS United (3)
- 2005:  CAPS United (4)
- 2006:  Highlanders (7)
- 2007:  Dynamos (18)
- 2008:  Monomotapa United (1)
- 2009:  Gunners (1)
- 2010:  Motor Action (1)
- 2011:  Dynamos (19)
- 2012:  Dynamos (20)
- 2013:  Dynamos (21)
- 2014:  Dynamos (22)
- 2015:  Chicken Inn (1)
- 2016:  CAPS United (5)
- 2017:  FC Platinum (1)
- 2018:  FC Platinum (2)
- 2019:  FC Platinum (3)
- 2020: Cancel·lat pel covid-19
- 2021-22:  FC Platinum (4)